# Ресурсна економіка

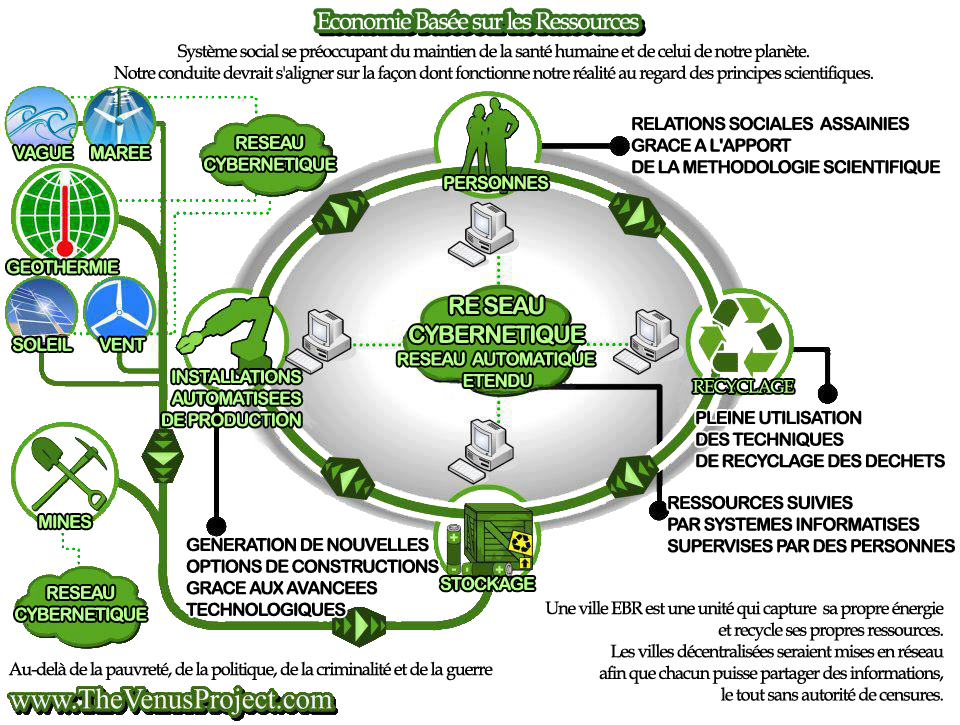

Ресу́рсна еконо́міка — тип економіки, зорієнтований на переважний розвиток добувних галузей і первинного перероблення сировини, що забезпечує позитивне сальдо торговельного балансу за рахунок значної частки (понад 50 %) сировини в експорті національної економіки.

## Основні характеристики
У ресурсній економіці основна увага приділяється розширенню рамок традиційної неокласичної  економіки шляхом включення обліку істинної вартості (цінності)  природних ресурсів, особливо ресурсів («товарів») громадського користування, таких як атмосферне повітря і вода, при визначенні оптимального розподілу (розміщення) ресурсів . Розроблено методи неринкової оцінки ресурсів, які дають можливість визначити витрати або вигоди, пов'язані з неоціненими в грошових величинах природними ресурсами (природними ресурсами, що не мають ціни). Ресурсна економіка використовує фундаментальні положення неокласичної економіки, такі як кругообіг товарів і послуг в економіці, тобто циклічність процесу: фактори виробництва — компанії — ринки — споживачі — виробничі фактори. Додана вартість на кожному етапі цього циклу забезпечує можливість безперервного економічного зростання. Економічна діяльність вважається бездоганною, циклічною і незалежною від інших систем.